# Ilex anodonta
Ilex anodonta är en järneksväxtart som beskrevs av Standley och Steyerm. Ilex anodonta ingår i släktet järnekar, och familjen järneksväxter. Inga underarter finns listade i Catalogue of Life.